# Vågen och stranden
Vågen och stranden är en marmorskulptur av den svenske konstnären Theodor Lundberg från 1898. Den är placerad i Stockholms slotts västra trapphus mellan Bernadottevåningen och Ordenssalarna.
Kvinnans och mannens möte i en kyss får i skulpturen gestalta vattnet som sköljer över strandens klippor. Personifikationer av naturfenomen med erotisk laddning låg i tiden. Lundberg gjorde en bozzetto i gips 1897 som ingår i Nationalmuseums samlingar under namnet Stranden och vågen. När Oscar II fick syn på den beställde han marmorversionen som nu är utställd på slottet. En annan marmorversion av skulpturen från samma år donerade kungen 1901 till Nationalmuseum. Skulpturgruppen blev mycket uppskattad och har reproducerats i otaliga figuriner i brons och porslin.

## Nationalmuseums version

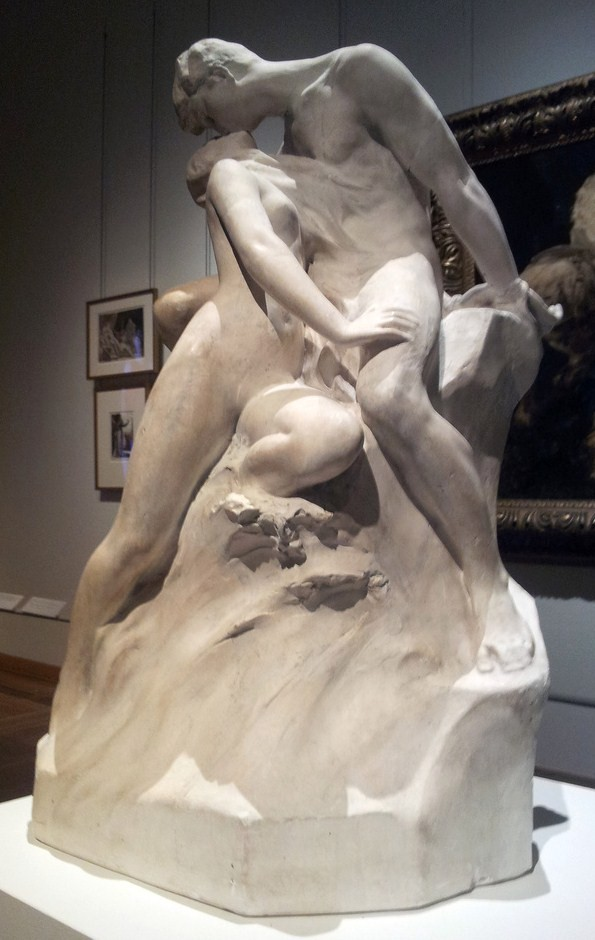
Stranden och vågen (1897).